# Фундуклийска река
Фундуклийската река (на гръцки: Ρέμα Φουντουκλής) е малка река, протичаща в Костурско, Западна Македония, Гърция. Реката е един от деветте притока на Костурското езеро, като се влива в него от запад.

## Описание
Реката извира на 1100 m надморска височина в планината Саракина, северно под връх Ухи (1230 m). Тече най-общо на югоизток и се влива в Костурското езеро от запад в костурското предградие Нов чифлик (Хлои). На височина 1020 m реката е пресечена от разлом, а на 880 – 840 m от втори разлом. В последните 2 km коритото ѝ е регулирано и хванато в подземни тръби.
Дължината ѝ е 3,6 km. Дебитът на пороя варира по време или след валежи между 5 и 11 l/s. Има малък водосборен басейн, така че дъждовната вода се оттича бързо към езерото, а сравнително ниската му надморска височина (650 – 800 m) позволява бързо топене на снега.